# Benevento Calcio 2023-2024
Questa voce raccoglie le informazioni riguardanti il Benevento Calcio nelle competizioni ufficiali della stagione 2023-2024.

## Stagione
Il Benevento disputa la sua ottantottesima stagione in Serie C. In panchina viene scelto Matteo Andreoletti, mentre come nuovo dirigente viene nominato Marcello Carli. 
La squadra inizia la stagione con una sconfitta per 3-1 sul campo della Turris, poi vince alla seconda giornata per 1-0 contro il Virtus Francavilla, per poi prolungare a 12 risultati utili consecutivi la striscia positiva, che conduce i sanniti ai vertici della classifica. Il filotto si interrompe alla quattordicesima gara, persa per 3-0 contro il Monopoli: il risultato apre una crisi di risultati che sfocia con l'esonero del tecnico bergamasco, avvenuto il 23 dicembre 2023 dopo l'ultima gara d'andata, persa per 0-4 in casa contro il Catania, con i sanniti al settimo posto con 30 punti. 
Tre giorni dopo Gaetano Auteri (protagonista della storica promozione giallorossa in Serie B del 2015-2016) viene annunciato come nuovo allenatore della squadra. Nel mercato invernale arrivano due nuovi acquisti, Eric Lanini e Ernesto Starita, mentre il centrocampista colombiano Andrés Tello viene ceduto al Catania. Il girone di ritorno comincia con una striscia di 13 risultati utili consecutivi, che portano i sanniti al secondo posto dietro alla capolista Juve Stabia. L'annata si chiude con i giallorossi al terzo posto finale con 66 punti, qualificati ai play-off. 
Agli spareggi per la promozione in Serie B il Benevento elimina Triestina e Torres, guadagnando l'accesso alla semifinale contro la Carrarese, che estromette i sanniti nel doppio confronto perso per 3-2.

## Rosa
Aggiornata al 16 febbraio 2024.
| N. |                    | Ruolo | Calciatore           |
| -- | ------------------ | ----- | -------------------- |
| 1  | Italia (bandiera)  | P     | Alessandro Nunziante |
| 2  | Italia (bandiera)  | A     | Eric Lanini          |
| 3  | Italia (bandiera)  | D     | Amedeo Benedetti     |
| 4  | Italia (bandiera)  | C     | Vincenzo Alfieri     |
| 5  | Italia (bandiera)  | D     | Edoardo Masciangelo  |
| 6  | Italia (bandiera)  | D     | Biagio Meccariello   |
| 7  | Svezia (bandiera)  | C     | Nermin Karić         |
| 8  | Polonia (bandiera) | C     | Krzysztof Kubica     |
| 9  | Italia (bandiera)  | A     | Alessandro Marotta   |
| 10 | Italia (bandiera)  | A     | Camillo Ciano        |
| 11 | Italia (bandiera)  | A     | Alexis Ferrante      |
| 12 | Italia (bandiera)  | P     | Nicolò Manfredini    |
| 14 | Italia (bandiera)  | C     | Marco Pinato         |
| 16 | Italia (bandiera)  | C     | Riccardo Improta     |
| 17 | Italia (bandiera)  | C     | Emanuele Agnello     |
| 18 | Italia (bandiera)  | C     | Pier Luigi Simonetti |
| 20 | Italia (bandiera)  | D     | Filippo Berra        |

| N. |                        | Ruolo | Calciatore            |
| -- | ---------------------- | ----- | --------------------- |
| 21 | Italia (bandiera)      | C     | Davide Agazzi         |
| 23 | Italia (bandiera)      | D     | Francesco Rillo       |
| 24 | Italia (bandiera)      | P     | Alberto Paleari       |
| 25 | Italia (bandiera)      | D     | Angelo Viscardi       |
| 27 | Italia (bandiera)      | A     | Ernesto Starita       |
| 28 | Italia (bandiera)      | D     | Emanuele Terranova    |
| 30 | Italia (bandiera)      | A     | Lorenzo Carfora       |
| 36 | Italia (bandiera)      | D     | Francesco Perlingieri |
| 38 | Italia (bandiera)      | C     | Angelo Talia          |
| 58 | Italia (bandiera)      | D     | Christian Pastina     |
| 71 | Colombia (bandiera)    | C     | Andrés Tello          |
| 77 | Italia (bandiera)      | C     | Riccardo Rossi        |
| 78 | Italia (bandiera)      | C     | Davide Masella        |
| 96 | Italia (bandiera)      | D     | Riccardo Capellini    |
| 98 | Paesi Bassi (bandiera) | A     | Don Bolsius           |
| 99 | Italia (bandiera)      | A     | Amato Ciciretti       |

## Calciomercato

### Sessione estiva(dall'1/7 all'1/9)
| Acquisti | Acquisti | Acquisti | Acquisti |
| R.       | Nome     | da       | Modalità |
| -------- | -------- | -------- | -------- |

| Cessioni | Cessioni | Cessioni | Cessioni |
| R.       | Nome     | a        | Modalità |
| -------- | -------- | -------- | -------- |

### Sessione invernale(dal 1/1 al 31/1)
| Acquisti | Acquisti        | Acquisti | Acquisti   |
| R.       | Nome            | da       | Modalità   |
| -------- | --------------- | -------- | ---------- |
| A        | Ernesto Starita | Monopoli | definitivo |

| Cessioni | Cessioni           | Cessioni | Cessioni |
| R.       | Nome               | a        | Modalità |
| -------- | ------------------ | -------- | -------- |
| A        | Samuele Sorrentino | Latina   | prestito |
| D        | Hamza El Kaouakibi | Südtirol | prestito |

## Risultati

### Serie C - girone C

#### Girone di andata
| Arbitro: | Perri (Roma) |

|                                        |           |             |
| Maniero 30’ (rig.) Cum 33’ D'Auria 87’ | Marcatori | 14’ Pastina |

| Arbitro: | Calzavara (Varese) |

|              |           |  |
| Ferrante 36’ | Marcatori |  |

| Caserta 17 settembre 2023, ore 20:45 CEST 3ª giornata | Casertana      | 0 – 0 referto | Benevento | Stadio Alberto Pinto (5 780 spett.)\| Arbitro: \| Caldera (Como) \| |
| Arbitro:                                              | Caldera (Como) |               |           |                                                                     |

| Arbitro: | Ancora (Roma) |

|                        |           |              |
| Ferrante 24’ Karić 45’ | Marcatori | 75’ Antonini |

| Arbitro: | Turrini (Firenze) |

|  |           |              |
|  | Marcatori | 22’ Ferrante |

| Arbitro: | Sfira (Pordenone) |

|                                |           |                       |
| Simonetti 61’, 75’ Pastina 65’ | Marcatori | 26’ D'Ursi 57’ Vitale |

| Cerignola 8 ottobre 2023, ore CEST 7ª giornata | Audace Cerignola   | 0 – 0 referto | Benevento | Stadio Domenico Monterisi (2 000 spett.)\| Arbitro: \| Scatena (Avezzano) \| |
| Arbitro:                                       | Scatena (Avezzano) |               |           |                                                                              |

| Arbitro: | Centi (Terni) |

|                               |           |                        |
| Marotta 73’ (rig.) Kubica 94’ | Marcatori | 18’, 79’ (rig.) Murano |

| Arbitro: | Bordin (Bassano del Grappa) |

|  |           |             |
|  | Marcatori | 84’ Bolsius |

| Foggia 25 ottobre 2023, ore CEST 10ª giornata | Foggia           | 0 – 0 referto | Benevento | Stadio Pino Zaccheria (5 908 spett.)\| Arbitro: \| Galipò (Firenze) \| |
| Arbitro:                                      | Galipò (Firenze) |               |           |                                                                        |

| Arbitro: | De Angeli (Milano) |

|                 |           |  |
| Masciangelo 33’ | Marcatori |  |

| Arbitro: | Frascaro (Firenze) |

|  |           |                |
|  | Marcatori | 51’ R. Improta |

| Arbitro: | Ubaldi (Roma) |

|                      |           |                           |
| Marotta 7’ Karić 75’ | Marcatori | 56’ Ciuferri 87’ Oviszach |

| Arbitro: | Emmanuele (Pisa) |

|                               |           |  |
| Iaccarino 5’ Starita 47’, 56’ | Marcatori |  |

| Arbitro: | Gangi (Enna) |

|                         |           |              |
| Agazzi 14’ Ferrante 39’ | Marcatori | 87’ Bittante |

| Arbitro: | Nicolini (Brescia) |

|             |           |  |
| Bellich 13’ | Marcatori |  |

| Arbitro: | Arena (Torre del Greco) |

|  |           |              |
|  | Marcatori | 41’ Patierno |

| Latina 17 dicembre 2023, ore CET 18ª giornata | Latina                 | 0 – 0 referto | Benevento | Stadio Domenico Francioni (1 542 spett.)\| Arbitro: \| Delrio (Reggio Emilia) \| |
| Arbitro:                                      | Delrio (Reggio Emilia) |               |           |                                                                                  |

| Arbitro: | Cavaliere (Paola) |

|  |           |                                                |
|  | Marcatori | 38’ (rig.), 69’ Chiricò 46’ Zammarini 79’ Deli |

#### Girone di ritorno
| Arbitro: | Mastrodomenico (Matera) |

|                                        |           |                             |
| Ciano 17’ R. Improta 56’ Ciciretti 87’ | Marcatori | 73’ De Felice 90+2’ D'Auria |

| Arbitro: | Pezzopane (L'Aquila) |

|               |           |                           |
| Artistico 62’ | Marcatori | 67’ Ciano 90+4’ Simonetti |

| Arbitro: | Bordin (Bassano del Grappa) |

|           |           |  |
| Berra 81’ | Marcatori |  |

| Arbitro: | Turrini (Firenze) |

|                              |           |                    |
| Kanoute rig’ (13) Simeri 59’ | Marcatori | 6’ Berra 51’ Ciano |

| Arbitro: | Zanotti (Rimini) |

|                        |           |  |
| Lanini 13’ Starita 22’ | Marcatori |  |

| Crotone 11 febbraio 2024, ore CET 25ª giornata | Crotone          | 0 – 0 referto | Benevento | Stadio Ezio Scida (4 321 spett.)\| Arbitro: \| Crezzini (Siena) \| |
| Arbitro:                                       | Crezzini (Siena) |               |           |                                                                    |

| Arbitro: | Calzavara (Varese) |

|               |           |                |
| Capellini 24’ | Marcatori | 80’ Capomaggio |

| Arbitro: | Giaccaglia (Jesi) |

|               |           |                           |
| Ceccarelli 6’ | Marcatori | 79’ Ciciretti 80’ Carfora |

| Arbitro: | Caldera (Como) |

|                                                     |           |  |
| Ciano 49’ Ciciretti 62’ Bolsius 79’ Simonetti 90+2’ | Marcatori |  |

| Arbitro: | Lovison (Padova) |

|            |           |  |
| Lanini 55’ | Marcatori |  |

| Arbitro: | Emmanuele (Pisa) |

|  |           |                 |
|  | Marcatori | 33’, 38’ Lanini |

| Arbitro: | Di Francesco (Ostia) |

|            |           |              |
| Lanini 31’ | Marcatori | 90’ Frisenna |

| Arbitro: | Nicolini (Brescia) |

|           |           |                                 |
| Baldè 28’ | Marcatori | 49’ Lanini 53’ (rig.) Ciciretti |

| Arbitro: | Madonia (Palermo) |

|  |           |               |
|  | Marcatori | 72’ Tommasini |

| Arbitro: | De Angeli (Milano) |

|          |           |            |
| Vano 60’ | Marcatori | 67’ Pinato |

| Benevento 7 aprile 2024, ore CEST 35ª giornata | Benevento    | 0 – 0 referto | Juve Stabia | Stadio Ciro Vigorito (5 910 spett.)\| Arbitro: \| Perri (Roma) \| |
| Arbitro:                                       | Perri (Roma) |               |             |                                                                   |

| Arbitro: | Bordin (Bassano del Grappa) |

|                   |           |  |
| Sgarbi 82’ (rig.) | Marcatori |  |

| Arbitro: | Scarpa (Collegno) |

|                                                 |           |  |
| Lanini 31’ Bolsius 76’ Ferrante 80’ Ciano 90+2’ | Marcatori |  |

| Arbitro: | Frascaro (Firenze) |

|              |           |  |
| Cianci 45+1’ | Marcatori |  |

### Play-off

#### Fase Nazionale
| Arbitro: | Caldera (Como) |

|           |           |            |
| Redan 25’ | Marcatori | 76’ Lanini |

| Arbitro: | Costanza (Agrigento) |

|                              |           |           |
| Ciciretti 9’ Perlingieri 16’ | Marcatori | 3’ Malomo |

| Arbitro: | Virgilio (Trapani) |

|           |           |  |
| Talia 22’ | Marcatori |  |

| Sassari 25 maggio 2024, ore 20:30 CEST Secondo Turno - Ritorno | Torres           | 0 – 0 referto | Benevento | Stadio Vanni Sanna (6 315 spett.)\| Arbitro: \| Galipò (Firenze) \| |
| Arbitro:                                                       | Galipò (Firenze) |               |           |                                                                     |

| Arbitro: | De Angeli (Milano) |

|             |           |  |
| Finotto 62’ | Marcatori |  |

| Arbitro: | Lovison (Padova) |

|                      |           |                            |
| Lanini 17’ Talia 35’ | Marcatori | 19’ Finotto 66’ N. Schiavi |

### Coppa Italia Serie C
| Arbitro: | Gavini (Aprilia) |

|                                                    |                      |                                                                   |
| Marotta 48’ Bolsius 105’                           | Marcatori            | 53’ Yabre 93’ Caldore                                             |
| Ciano Kubica Agazzi Simonetti Tello Rillo Viscardi | Tiri di rigore 5 – 6 | Vogiatzis Bernardotto Gladestony Oviszach Labriola Di Dio Caldore |

## Statistiche

### Statistiche di squadra
| Competizione         | Punti       | In casa | In casa | In casa | In casa | In casa | In casa | In trasferta | In trasferta | In trasferta | In trasferta | In trasferta | In trasferta | Totale | Totale | Totale | Totale | Totale | Totale | DR  |
| Competizione         | Punti       | G       | V       | N       | P       | Gf      | Gs      | G            | V            | N            | P            | Gf           | Gs           | G      | V      | N      | P      | Gf     | Gs     | DR  |
| -------------------- | ----------- | ------- | ------- | ------- | ------- | ------- | ------- | ------------ | ------------ | ------------ | ------------ | ------------ | ------------ | ------ | ------ | ------ | ------ | ------ | ------ | --- |
| Serie C              | 66          | 19      | 11      | 5       | 3       | 32      | 17      | 19           | 7            | 7            | 5            | 13           | 16           | 37     | 18     | 12     | 8      | 45     | 33     | +12 |
| Coppa Italia Serie C | primo turno | 1       | 0       | 1       | 0       | 2       | 2       | 0            | 0            | 0            | 0            | 0            | 0            | 1      | 0      | 1      | 0      | 2      | 2      | 0   |
| Totale               | –           | 20      | 11      | 6       | 3       | 34      | 19      | 19           | 7            | 7            | 5            | 13           | 16           | 38     | 18     | 13     | 8      | 47     | 35     | +12 |

### Andamento in campionato
| Giornata  | 1  | 2 | 3 | 4 | 5 | 6 | 7 | 8 | 9 | 10 | 11 | 12 | 13 | 14 | 15 | 16 | 17 | 18 | 19 | 20 | 21 | 22 | 23 | 24 | 25 | 26 | 27 | 28 | 29 | 30 | 31 | 32 | 33 | 34 | 35 | 36 | 37 | 38 |
| --------- | -- | - | - | - | - | - | - | - | - | -- | -- | -- | -- | -- | -- | -- | -- | -- | -- | -- | -- | -- | -- | -- | -- | -- | -- | -- | -- | -- | -- | -- | -- | -- | -- | -- | -- | -- |
| Luogo     | T  | C | T | C | T | C | T | C | T | T  | C  | T  | C  | T  | C  | T  | C  | T  | C  | C  | T  | C  | T  | C  | T  | C  | T  | C  | C  | T  | C  | T  | C  | T  | C  | T  | C  | T  |
| Risultato | P  | V | N | V | V | V | N | N | V | N  | V  | V  | N  | P  | V  | P  | P  | N  | P  | V  | V  | V  | N  | V  | N  | N  | V  | V  | V  | V  | N  | V  | P  | N  | N  | P  | V  | P  |
| Posizione | 13 | 8 | 6 | 5 | 3 | 2 | 3 | 4 | 3 | 4  | 3  | 3  | 4  | 5  | 4  | 6  | 6  | 7  | 7  | 7  | 7  | 4  | 4  | 4  | 4  | 5  | 4  | 2  | 2  | 2  | 2  | 2  | 2  | 2  | 3  | 3  | 3  | 3  |

Fonte: Corriere dello Sport
Legenda:

Luogo: C = Casa; T = Trasferta. Risultato: V = Vittoria; N = Pareggio; P = Sconfitta.

### Statistiche dei giocatori
Sono in corsivo i calciatori che hanno lasciato la società a stagione in corso.
| Giocatore | Serie C  | Serie C | Serie C     | Serie C    | Coppa Italia Serie C | Coppa Italia Serie C | Coppa Italia Serie C | Coppa Italia Serie C | Totale   | Totale | Totale      | Totale     |
| Giocatore | Presenze | Reti    | Ammonizioni | Espulsioni | Presenze             | Reti                 | Ammonizioni          | Espulsioni           | Presenze | Reti   | Ammonizioni | Espulsioni |
| --------- | -------- | ------- | ----------- | ---------- | -------------------- | -------------------- | -------------------- | -------------------- | -------- | ------ | ----------- | ---------- |